# Darashaw Nosherwan Wadia

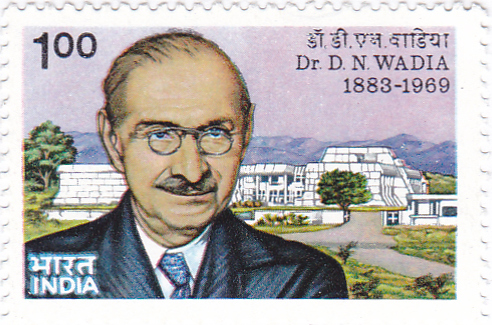
Indische Briefmarke mit dem Bild von D. N. Wadia. Im Hintergrund das Wadia Institute of Himalayan Geology, Dehradun.

Darashaw Nosherwan Wadia, oft als D. N. Wadia zitiert, (* 25. Oktober 1883 in Surat; † 15. Juni 1969 in Delhi) war ein indischer Geologe.

## Leben
Wadia stammt aus einer parsischen Familie im Gujarat, ursprünglich Schiffbauer – sein Vater war Vorsteher einer Eisenbahnstation. Er ging in Baroda auf das College und machte dort 1903 Bachelor-Abschlüsse in Zoologie und Botanik und 1905 in Botanik und Geologie und 1906 Master-Abschlüsse in Biologie und Geologie. Ab 1907 war er Professor am Prince of Wales College in Jammu, wo er Geologie und andere Fächer lehrte und geologische Feldforschung in den Siwalik-Bergen im Vorfeld des Himalaya betrieb. Dabei entdeckte er auch die Stoßzähne eines Stegodon. Ab 1921 war er beim Geological Survey of India der erste Inder, der nicht in Europa ausgebildet war. Dort kartierte er im Nordwest-Himalaya im Gebiet Kaschmir zum Beispiel am Nanga Parbat. Die Biegung des Himalaya um den Nanga Parbat erklärte er im Gegensatz zu Eduard Suess nicht als Zusammentreffen zweier verschiedener Bergketten, sondern als Biegung um eine zentrale Masse (das 500 Millionen Jahre alte Purana-System und ein jüngeres tektonisches System aus dem Karbon bis Eozän). 1926/27 war er zu einem Studienaufenthalt am Britischen Museum in London, wo er indische Wirbeltierfossilien studierte, und besuchte in dieser Zeit auch geologische Institute in Deutschland, Österreich und der Tschechoslowakei sowie einen Kurs über Alpengeologie in Genf. 1938 ging er beim Geological Survey in den Ruhestand und wurde Staats-Mineraloge in Sri Lanka und untersuchte in dieser Zeit dessen Geologie. 1945 wurde er geologischer Berater der indischen Regierung unter Nehru und 1963 wurde er von der indischen Regierung als Erster mit dem Titel National Professor of Geology ausgezeichnet.
1935 publizierte er mit Mukherjee und M. S. Krishnan eine Bodenkarte Indiens.
1928 entdeckte er einen gut erhaltenen Schädel der Amphibie Sclerocephalus (Actinodon) aus dem Karbon in Kaschmir.
1960 erhielt er die Leopold-von-Buch-Plakette. 1958 erhielt er den Padma Bhushan und 1943 die Lyell-Medaille. Er war Fellow der Royal Society (1957). Er erhielt zahlreiche weitere indische Preise und Ehrendoktortitel verschiedener indischer Universitäten. Von 1946 bis 1947 war der Präsident des National Institute of Sciences of India (NISI), das 1970 in Indian National Science Academy (INSA) umbenannt wurde, außerdem Mitglied der National Academy of Sciences India (NASI). 1942 und 1943 war er Präsident des Indian Science Congress, deren Geologie-Sektion er mehrfach vorstand. 1938 war er Präsident der Calcutta Geographical Society und er war 1949 erster Präsident der Indian Society of Soil Sciences. 1951/52 war er Präsident der Geological Society of India. 1955 wurde er Präsident der Geographers Association of India, 1965/66 war er Präsident der Engineering Geological Society of India und 1965 bis 1967 der Geochemical Society of India. 1964 war er Präsident des 22. Internationalen Geologenkongresses in New Delhi.
Er war korrespondierendes Mitglied der Geological Society of America und Ehrenmitglied der Deutschen Geologischen Gesellschaft.
1919 erschien die erste Auflage seines Lehrbuchs der Geologie Indiens, die das veraltete Werk von H. D. Medlicott und W. T. Blanford Manual of the geology of India (das 1893 vom Leiter des Geological Survey of India R. D. Oldham bearbeitet wurde) ablöste.

## Schriften
- Geology of India for Students, Macmillan 1919, 6. Auflage 1966
- Syntaxis of North-Western Himalayas: Its Rocks, Tectonics and Orogeny 1931
- Geology of Nanga Parbat and Gilgit District, 1932
- Cretaceous Volcanic Series in the Great Himalayan Range of Kashmir 1937
- Structure of the Himalayas and of the North Indian Foreland, 1938
- Minerals and Metal Resources of India, United Nations Conference, New York  1949
- Tectonic relations of the Himalayans with the north indian foreland, Internationaler Geologenkongress, Moskau 1937